# Cegielnia (Maciejów Stary)
Cegielnia – część wsi Maciejów Stary w Polsce położona w województwie lubelskim, w powiecie lubelskim, w gminie Wysokie.
W latach 1975–1998 miejscowość należała administracyjnie do województwa zamojskiego.
Do 2008 stanowiła wieś.